# Terrateig
Terrateig è un comune spagnolo di 225 abitanti situato nella comunità autonoma Valenciana.